# Domaine de Kaminoyama

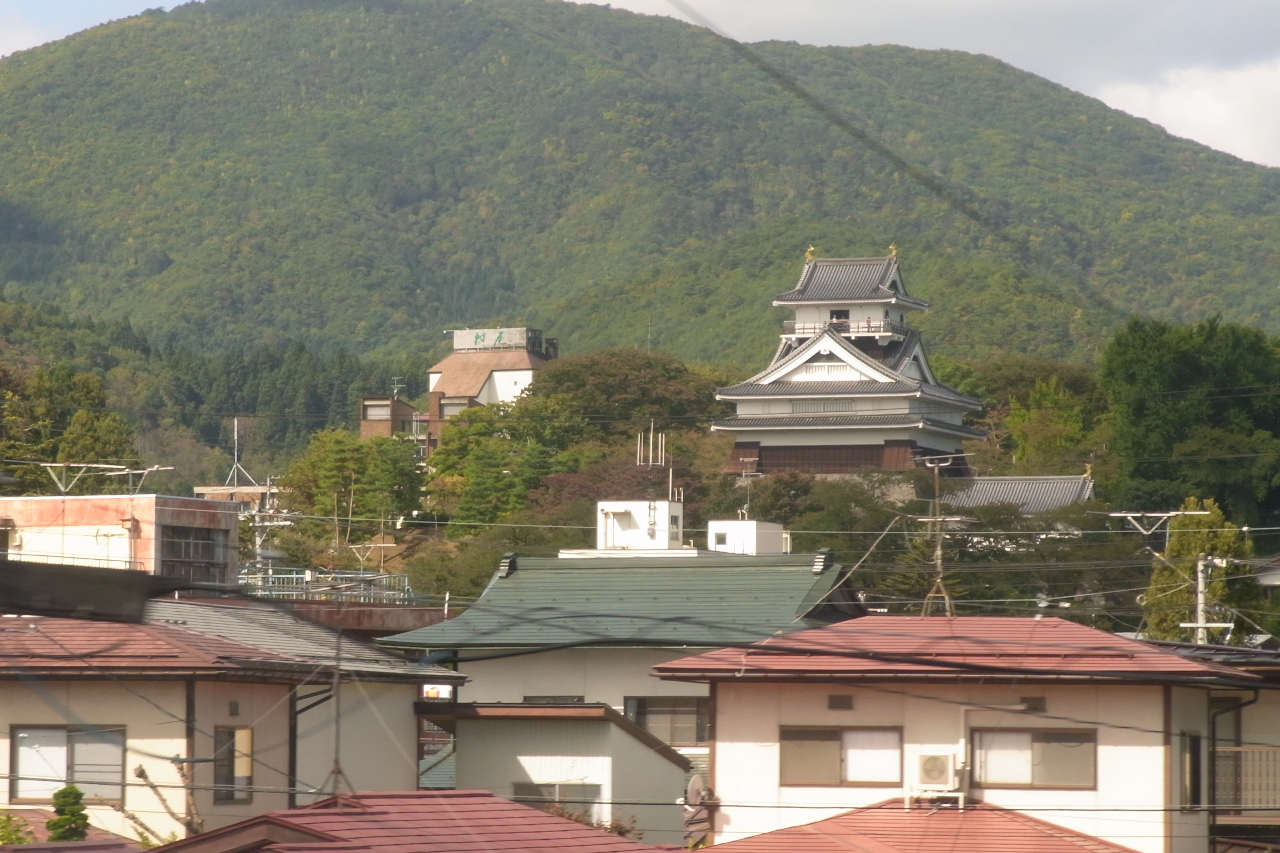
Donjon reconstruit du château de Kaminoyama.

Le domaine de Kaminoyama (上山藩, Kaminoyama-han) est un fief féodal japonais de l'époque d'Edo situé dans la province de Dewa (actuelle préfecture de Yamagata). Il était dirigé à partir du château de Kaminoyama dans l'actuelle ville de Kaminoyama.

## Histoire
Le domaine de Kaminoyama est situé sur la voie stratégique Ushū Kaidō, une route annexe de l'Ōshū Kaidō reliant Edo au nord de Honshū. Le domaine est partagé entre le puissant domaine de Yamagata au nord et le domaine de Yonezawa au sud.
Durant la période Muromachi, la région est célèbre pour ses sources chaudes et est un bastion du clan Mogami. Elle est contestée par le clan Date durant la période Sengoku puis plus tard par le clan Uesugi. Après la destruction du clan Mogami par le shogunat Tokugawa, le domaine de Kaminoyama (40 000 koku) est créé en 1622 pour Matsudaira Shigetada qui pose les plans d'une future ville fortifiée. Les Matsudaira sont remplacés par le clan Gamō de 1626 à 1627, suivi par le clan Toki de 1628 à 1691, puis le clan Kanemori de 1692 à 1697. Le domaine est ensuite dirigé par la branche de Fujii du clan Matsudaira de 1698 à la restauration de Meiji. Le fief compte 2 200 foyers selon un recensement de 1852 et maintient sa résidence d'Edo à Azabu. Le temple du clan à Edo est le Tessho-ji de Nishi-Asakusa.
Durant la période du Bakumatsu, le domaine soutient activement le shogunat Tokugawa et ses samouraïs jouent un rôle important dans l'attaque de la résidence d'Edo du domaine de Satsuma. Durant la guerre de Boshin, le domaine rejoint l'Ōuetsu Reppan Dōmei et ses troupes participent à la bataille de Hokuetsu car une partie importante du domaine est également dans la province d'Echigo.
En juillet 1871, avec l'abolition du système han, le domaine de Kaminoyama devient brièvement la préfecture de Kaminoyama qui est ensuite absorbée dans la nouvelle préfecture de Yamagata.

## Possessions à la fin de l'époque d'Edo
Comme la plupart des domaines japonais, Kaminoyama est composé de plusieurs territoires discontinus dont la valeur kokudaka est fondée sur une estimation périodique du potentiel agricole,.
- Province de Dewa (Uzen)
  - 37 villages dans le district de Murayama
- Province d'Echigo
  - 21 villages dans le district de Kariwa
  - 33 villages dans le district de Santō

## Liste des daimyōs
| #                                         | Nom                             | Règne     | Titre de courtoisie                     | Rang de cour            | Kokudaka    | Notes |
| ----------------------------------------- | ------------------------------- | --------- | --------------------------------------- | ----------------------- | ----------- | ----- |
| Clan Matsudaira (Nomi) (fudai) 1622-1626  |                                 |           |                                         |                         |             |       |
| 1                                         | Matsudaira Shigetada (松平重忠) | 1622-1626 | Tango-no-kami (丹後守)                  | 5e inférieur (従五位下) | 40 000 koku |       |
| 2                                         | Matsudaira Shigenao (松平重直)  | 1626-1626 | Tango-no-kami (丹後守)                  | 5e inférieur (従五位下) | 40 000 koku |       |
| Clan Gamō (tozama) 1626-1627              |                                 |           |                                         |                         |             |       |
| 1                                         | Gamō Tadatomo (蒲生忠知)        | 1626-1627 | Nakatsuka Daiyu (中務大輔), jijū (侍従) | 4e inférieur (従四位下) | 40 000 koku |       |
| Clan Toki (fudai) 1628-1691               |                                 |           |                                         |                         |             |       |
| 1                                         | Toki Yoriyuki (土岐頼行)        | 1628-1678 | Yamashiro-no-kami (山城守)              | 5e inférieur (従五位下) | 25 000 koku |       |
| 2                                         | Toki Yoritaka (土岐頼殷)        | 1678-1691 | Iyo-no-kami (伊予守)                    | 4e inférieur (従四位下) | 35 000 koku |       |
| Clan Kanamori (tozama) 1692-1697          |                                 |           |                                         |                         |             |       |
| 1                                         | Kanamori Yoritoki (金森頼時)    | 1692-1697 | Izuno-no-kami (出雲守)                  | 5e inférieur (従五位下) | 38 700 koku |       |
| Clan Matsudaira (Fujii) (fudai) 1781-1871 |                                 |           |                                         |                         |             |       |
| 1                                         | Matsudaira Nobumichi (松平信通) | 1781-1789 | Etchu-no-kami (越中守)                  | 5e inférieur (従五位下) | 30 000 koku |       |
| 2                                         | Matsudaira Nagatsune (松平長恒) | 1789-1812 | Aucun                                   | Aucun                   | 30 000 koku |       |
| 3                                         | Matsudaira Nobumasa (松平信将)  | 1812-1819 | Yamashiro-no-kami (山城守)              | 5e inférieur (従五位下) | 30 000 koku |       |
| 4                                         | Matsudaira Nobutsura (松平信亨) | 1820-1864 | Yamashiro-no-kami (山城守)              | 5e inférieur (従五位下) | 30 000 koku |       |
| 5                                         | Matsudaira Nobufusa (松平信古)  | 1864-1871 | Yamashiro-no-kami (山城守)              | 5e inférieur (従五位下) | 30 000 koku |       |
| 6                                         | Matsudaira Nobuzane (松平信愛)  | 1864-1871 | Yamashiro-no-kami (山城守)              | 5e inférieur (従五位下) | 30 000 koku |       |
| 7                                         | Matsudaira Nobuyuki (松平信行)  | 1864-1871 | Yamashiro-no-kami (山城守)              | 5e inférieur (従五位下) | 30 000 koku |       |
| 8                                         | Matsudaira Nobumichi (松平信宝) | 1864-1871 | Yamashiro-no-kami (山城守)              | 5e inférieur (従五位下) | 30 000 koku |       |
| 9                                         | Matsudaira Nobutsune (松平信庸) | 1864-1871 | Yamashiro-no-kami (山城守)              | 5e inférieur (従五位下) | 30 000 koku |       |
| 10                                        | Matsudaira Nobuyasu (松平信安)  | 1864-1871 | Aucun                                   | 5e inférieur (従五位下) | 30 000 koku |       |